# Karl Heinrich Möller

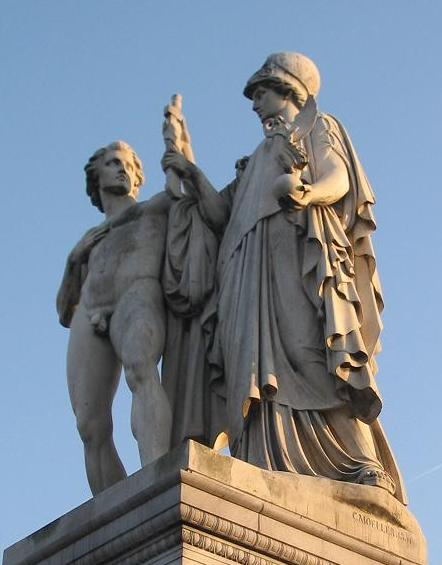
Pallas Athene, einem jugendlichen Kämpfer für Freiheit und Vaterland die Waffen reichend von Karl Heinrich Möller auf der Schlossbrücke in Berlin

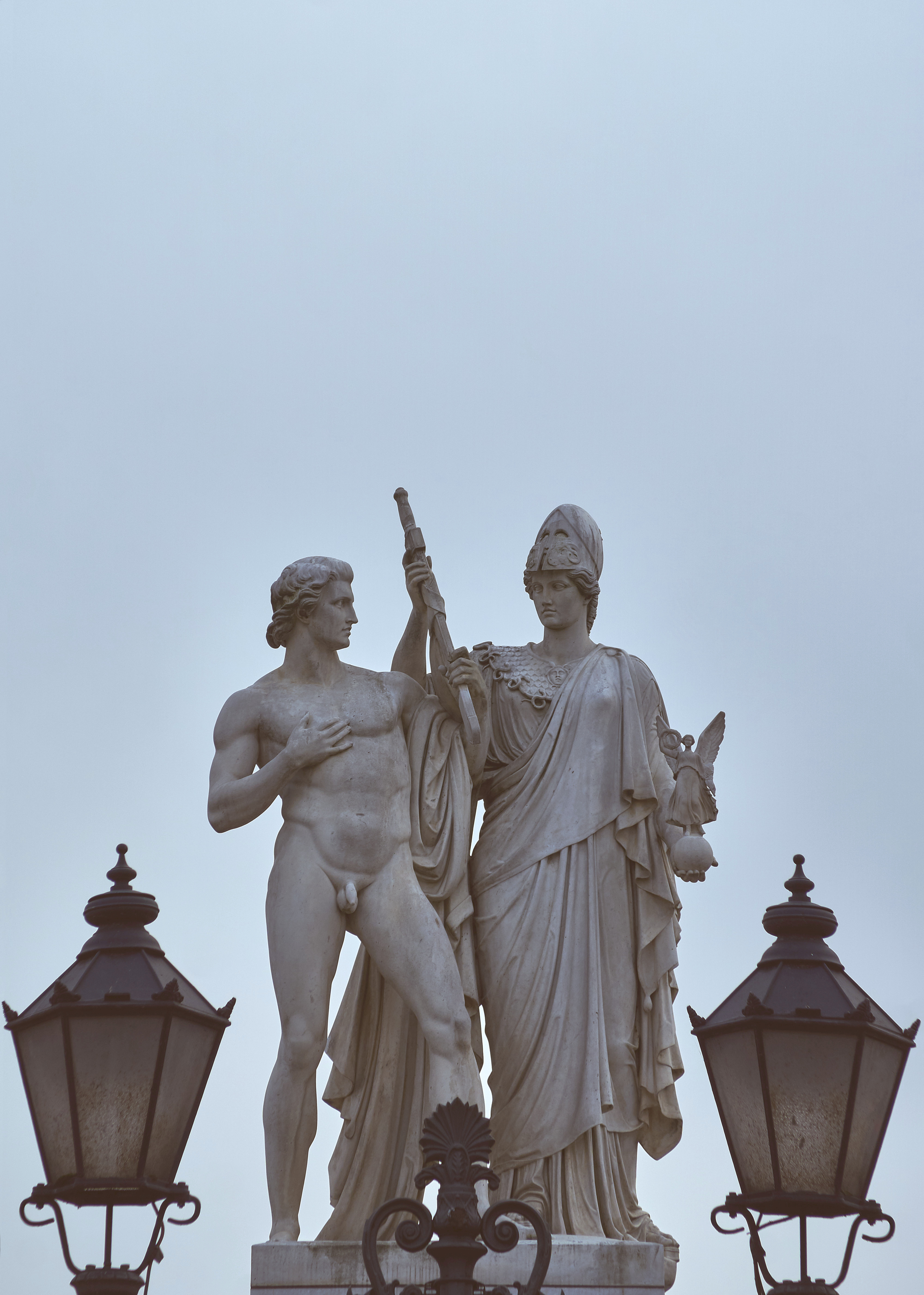
Athena bewaffnet den Krieger – Berlin Schloßbrücke – 1851

Karl Heinrich Möller (* 22. Dezember 1802 in Berlin; † 21. April 1882 ebenda) war ein deutscher Bildhauer.

## Leben
Der am 22. Dezember 1802 in Berlin geborene Karl Heinrich Möller studierte an der Berliner Akademie bei August Kiss. Spätestens seit 1824 arbeitete er bis 1840 zuerst als Schüler, dann als Gehilfe im Atelier Christian Daniel Rauchs. Hier wurde er u. a. auch zur Restaurierung von Antiken im Park von Sanssouci eingesetzt. Am 20. März 1841 wurde er zum akademischen Künstler ernannt. Nach einem Paris-Aufenthalt 1855 schuf er für Friedrich August Stülers Universität in Königsberg die Allegorien der Naturkunde und der Mathematik, die er für die ebenfalls von Stüler erbaute Akademie in Budapest wiederholte. Ab 1861 lehrte er an der Berliner Akademie und wurde 1869 Akademiemitglied. 1872 reiste er nach Italien und nahm seine Lehrtätigkeit erst 1875 wieder auf.
Er starb am 21. April 1882 in Berlin.

## Werke
Zahlreiche seiner Werke wurden von den Berliner Firmen Devaranne und Moritz Geiss als Zinkabgüsse angeboten und auch mit Erfolg an der Pariser Weltausstellung 1855 präsentiert.
- 1852 David, Orangerieschloss (Nordloggia), Potsdam.
- 1831 Restaurierung einer antiken Statue der Fortuna aus der ersten Hälfte des 4. Jh., Schloss Charlottenhof (Terrasse), Potsdam
- 1831 Restaurierung einer antiken Statue Caesars aus dem 1. Jh., Schloss Charlottenhof (Terrasse), Potsdam
- 1832/33 Philas und Oinodotes, Nachbildungen der Dionysoshermen nach antikem Vorbild. Römische Bäder, Park Sanssouci, Potsdam
- 1837 Bacchant auf einem Panter, Römische Bäder (Gärtnergehilfenhaus), Park Sanssouci
- 1838 Knabe mit Neufundländer, Nationalgalerie Berlin
- 1843–1846 Beteiligung an der plastischen Ausgestaltung des Neuen Museums, Berlin
- 1846 Sophoklesherme und Homerherme, Römische Bäder (Terrasse vor Teepavillon), Park Sanssouci
- 1849 Mädchen mit Hund
- 1850/1851 Marmorfigur Pallas Athene, einem jugendlichen Kämpfer für Freiheit und Vaterland die Waffen reichend auf der  Schlossbrücke in Berlin-Mitte
- 1853 Gruppe Tanzende Kinder, Schloss Charlottenburg in Berlin
- 1856 Allegorien der Naturkunde und der Mathematik für die Universität in Königsberg, wiederholt für die Akademie der Wissenschaften in Budapest
- 1859 Mädchen, in die Ferne sehend
- 1865 Friedrich Schiller